# Homer (maat)
De homer (NBV: omer), ook wel kor genoemd, is een oude Joodse inhoudsmaat, welke is vastgesteld op 220 liter, of 220dm3.